# Edgar Istel
Edgar Istel, född 23 februari 1880, död 17 december 1948, var en tysk musikskriftställare och tonsättare. Istel var från 1920 bosatt i Madrid. Han har bland annat skrivit Das deutsche Weihnachtsspiel (1900), Die Enststehung des deutschen Melodrams (1906), Die komische Oper (1906), Das Buch der Oper (1919) samt komponerat operor, körer, solosånger med mera, samt bearbetat Jean-Jacques Rousseaus lyriska scen Pygmalion.